# Kanton Lagor
Der Kanton Lagor war von 1790 bis 2015 ein französischer Wahlkreis im Arrondissement Pau im Département Pyrénées-Atlantiques und in der Region Aquitanien; sein Hauptort war Lagor.

## Gemeinden
Die Gemeinde Lacq gehörte nur teilweise zum Kanton Lagor, der andere Teil (der Ortsteil Audéjos) gehörte zum Kanton Arthez-de-Béarn. 
| Gemeinde          | Einwohner Jahr | Fläche km² | Bevölkerungsdichte | Postleitzahl | Code INSEE |
| ----------------- | -------------- | ---------- | ------------------ | ------------ | ---------- |
| Abidos            | 232 (2013)     | –          | – Einw./km²        | 64150        | 64003      |
| Bésingrand        | 113 (2013)     | –          | – Einw./km²        | 64150        | 64117      |
| Biron             | 607 (2013)     | –          | – Einw./km²        | 64300        | 64131      |
| Castetner         | 139 (2013)     | –          | – Einw./km²        | 64300        | 64179      |
| Laà-Mondrans      | 414 (2013)     | –          | – Einw./km²        | 64300        | 64286      |
| Lacq              | 725 (2013)     | –          | – Einw./km²        | 64170        | 64300      |
| Lagor             | 1201 (2013)    | –          | – Einw./km²        | 64150        | 64301      |
| Loubieng          | 471 (2013)     | –          | – Einw./km²        | 64300        | 64349      |
| Maslacq           | 926 (2013)     | –          | – Einw./km²        | 64300        | 64367      |
| Mont              | 1074 (2013)    | –          | – Einw./km²        | 64300        | 64396      |
| Mourenx           | 6770 (2013)    | –          | – Einw./km²        | 64150        | 64410      |
| Noguères          | 144 (2013)     | –          | – Einw./km²        | 64150        | 64418      |
| Os-Marsillon      | 477 (2013)     | –          | – Einw./km²        | 64150        | 64431      |
| Ozenx-Montestrucq | 384 (2013)     | –          | – Einw./km²        | 64300        | 64440      |
| Sarpourenx        | 287 (2013)     | –          | – Einw./km²        | 64300        | 64505      |
| Sauvelade         | 265 (2013)     | –          | – Einw./km²        | 64150        | 64512      |
| Vielleségure      | 357 (2013)     | –          | – Einw./km²        | 64150        | 64556      |